# Flik 71D
A Fliegerkompanie 71D vagy Divisions-Kompanie 71 (rövidítve Flik 71D, magyarul 71. felderítőszázad) az osztrák-magyar légierő egyik repülőszázada volt.

## Története
A századot az ausztriai Straßhofban állították fel és kiképzése után 1918. január 14-én az olasz hadszíntérre, Giaiba irányították. 1918 júniusában az Isonzó-hadsereg kötelékében vett részt a sikertelen Piave-offenzívában. Ezután átképezték csatarepülő- és kísérői vadászfeladatokra (Schutzflieger- und Schlachtflieger-Kompanie 71, Flik 71S).
A háború után a teljes osztrák légierővel együtt felszámolták.

## Századparancsnokok
- Szabó Lajos főhadnagy
- Karl Neuhüttler főhadnagy
- Jeszenszky Imre főhadnagy

## Századjelzés
Miután 1918 tavaszán az Isonzó-hadseregben elrendelték a repülőszázadok megkülönböztető jelzéseinek használatát, a Flik 71D repülőgépeinek keréktárcsáját telje egészében feketére festették, a törzs oldalára pedig, annak teljes hosszában vékony piros csíkot húztak.  

## Alkalmazott repülőgéptípusok
- Hansa-Brandenburg C.I